# 유비퀴논
유비퀴논(영어: ubiquinone, Q, CoQ)은 자연계의 생물체에 널리 분포되어 있는 저분자 수준의 전자 전달체이다. 세포 소기관인 미토콘드리아 내막에 많이 함유되어 있으며, 플래빈 효소(flavin enzyme), 비헴철에서 전자를 수용하여 사이토크롬 B(cytochrome B)에 전달하는 역할을 한다. 양성자 펌프기능에 관여한다.

## 코엔자임Q10
유비퀴논으로도 알려진 코엔자임Q(Coenzyme Q, ubiquinone)는 동물과 대부분의 박테리아에서 존재하는(ubiquitous-따라서 유비퀴논이라는 이름을 얻음) 보조효소 패밀리이다. 인간에서 가장 흔한 형태는 코엔자임 Q10(Coenzyme Q10 또는 ubiquinone Q10)이다. 한편 CoQ10은 미국 식품의 약국 (FDA)에 의해 의학적 상태의 치료에 대해 승인되지 않았지만 식이 보조제로는 판매되고있다.

## 미토콘드리아
시트르산회로(TCA회로)에서 생성된 NADH와 FADH2로부터 H+ 전자들이 전자전달계I,II의 유비퀴논(Q)과 사이토크롬 C(Cyt C)의 전자전달계(complex)III,IV 그리고 전자전달계V(ATP Synthase,complex V)를 거쳐 수송되는 과정
| |
| 미토콘드리아의 내막(inner membrane),외막(outer membrane),막간 공간(intermembrane space), 내막안쪽 기질(matrix) |

## 같이 보기
- NADH
- 양성자 구동력(PMF)